# Касьяненко Євгенія Карпівна
Євгенія Карпівна Касьяненко (24 грудня 1917, село Орлівка, тепер Ямпільського району Сумської області — 2 вересня 2003, місто Буринь Буринський район Сумська область) — українська радянська діячка, педагог, вчителька Першотравневої середньої школи в селі Слобода Буринського району Сумської області. Герой Соціалістичної Праці (1.07.1968). Депутат Верховної Ради УРСР 2—4-го скликань.

## Біографія
Народилася в селянській родині. Ще в дитячому віці переїхала із родиною в село Слобода Буринського району, де закінчила Першотравневу середню школу. У 1931 році вступила до комсомолу.
У 1937—1941 роках — студентка філологічного факультету Ніжинського педагогічного інституту імені Гоголя, який закінчила напередодні війни.
Під час німецько-радянської війни у серпні 1941 року була евакуйована у Пензенську область РРФСР. У вересні 1941 — серпні 1942 року — вчителька російської мови і літератури Андрєєвської неповно-середньої школи Головищенського району Пензенської області. У вересні 1942 — травні 1944 року — директор Спиртозаводської семирічної школи Теньгушевського району Мордовської АРСР.
У травні 1944 року повернулася в село Слобода Буринського району і почала працювати в Першотравневій середній школі. У 1944—1978 роках — вчителька української мови і літератури, завідувач навчальної частини Першотравневої середньої школи Буринського району Сумської області.
Член ВКП(б) з 1948 року.
У вересні 1957 — серпні 1964 року — директор Першотравневої середньої школи Буринського району Сумської області.
З серпня 1973 року — на пенсії. Проживала спочатку в селі Слобода, а потім у місті Буринь Сумської області.

## Нагороди
- Герой Соціалістичної Праці (1.07.1968);
- орден Леніна (1.07.1968);
- орден Знак Пошани (30.09.1966);
- орден Трудового Червоного Прапора;
- медалі;
- Значок «Відмінник народної освіти УРСР» (1945).